# Rodovia Engenheiro Thales de Lorena Peixoto Júnior

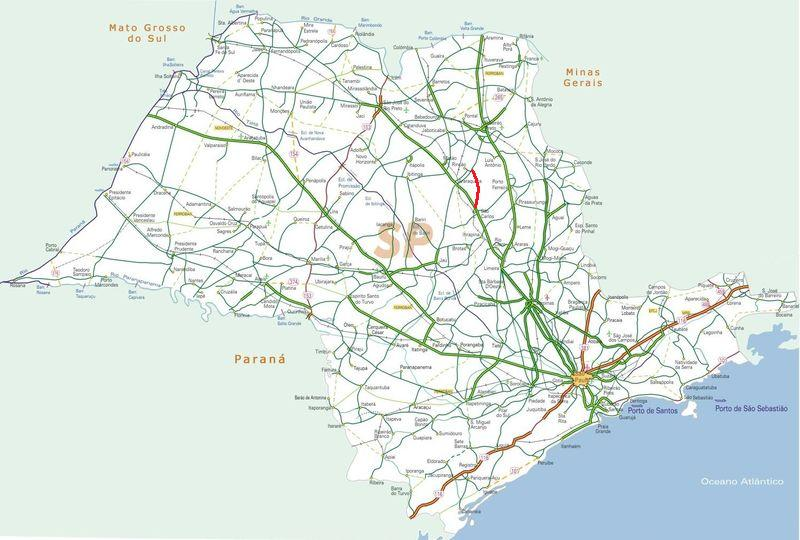
L'autoroute, en rouge

La  Rodovia Engenheiro Thales de Lorena Peixoto Júnior  est une autoroute de l'État de São Paulo au Brésil codifiée SP-318.